# Bahnhof Plön
Der Bahnhof Plön ist der Bahnhof der schleswig-holsteinischen Kreisstadt Plön. Er liegt an der Bahnstrecke Kiel–Lübeck direkt am Ufer des Großen Plöner Sees.

## Geschichte
Der Bahnhof Plön wurde am 31. Mai 1866 als Teil der Bahnstrecke zwischen Neumünster und Neustadt (Holst) von der Altona-Kieler Eisenbahn-Gesellschaft eröffnet, die 1873 durch die Eutin–Lübecker Eisenbahn von Eutin bis Lübeck verlängert wurde. Erste Planungen einer Strecke durch die Holsteinische Schweiz gehen auf das Jahr 1844 zurück, jedoch zogen sich die Planungen lange hin, da insbesondere die dänischen Könige zunächst keine Anbindung der damals freien Hansestadt Lübeck zulassen wollten.
Mit dem Verkauf der Altona-Kieler Eisenbahn-Gesellschaft ging die Strecke ab 1887 in die Preußischen Staatseisenbahnen über.
1909 wurden im Bahnhof drei mechanische Stellwerke der Bauform Jüdel in Betrieb genommen, das Fahrdienstleiterstellwerk Pg (später Plf) und die Wärterstellwerke Po (später Plo) und Pln (später Plw). Im Mai 1988 wurden sie durch ein Relaisstellwerk der Bauform MC L84 ersetzt, das zum 19. Dezember 2004 wiederum durch ein von Lübeck Streckenstellwerk Nord ferngestelltes elektronisches Stellwerk ersetzt wurde. Im Herbst 2021 übernahm ein neues elektronisches Stellwerk die Funktion.

## Bahnhof und Bahnhofsumfeld
Das Empfangsgebäude ist ein spätklassizistischer Bau von 1866. Die Überdachung des Bahnsteigs stand bis 1944 am wenig entfernten historischen Prinzenbahnhof, der Haltestelle für kaiserliche Besuche, die inzwischen aufgelassen worden war.
Nachdem seitens der Deutschen Bahn der personengebundene Fahrkartenverkauf im Bahnhof aufgegeben und gleichzeitig der Pachtvertrag der örtlichen Gastronomie gekündigt worden war, übernahm ab Januar 2007 die Tourist Info Großer Plöner See das Empfangsgebäude. In diesem Zusammenhang wurde das Bauwerk aufwendig saniert. Die Kosten beliefen sich auf 800.000 Euro.
Das Empfangsgebäude und die historischen Stellwerkstürme Plo und Plf von 1909 stehen unter der Objektnummer 38086 unter Denkmalschutz.
Der Übergang vom Hausbahnsteig an Gleis 1 zum Zwischenbahnsteig mit einer Bahnsteigkante an Gleis 2 ist ebenerdig. Es sind daher keine Fahrstühle notwendig.
| Gleis | Nutzbare Länge | Bahnsteighöhe | Aktuelle Nutzung                                                  |
| ----- | -------------- | ------------- | ----------------------------------------------------------------- |
| 1     | 190 m          | 55 cm         | Regional-Express und Regionalbahn in Richtung Kiel Hauptbahnhof   |
| 2     | 190 m          | 76 cm         | Regional-Express und Regionalbahn in Richtung Lübeck Hauptbahnhof |

## Zugverbindungen
Der früher durchgehende Verkehr vom Bahnhof Flensburg über Kiel nach Lübeck Hauptbahnhof – teilweise sogar bis Lüneburg–Uelzen–Braunschweig/Hannover – ist heute in Kiel betrieblich getrennt. Der Regionalexpress und die Regionalbahn fahren so versetzt, dass sich in Plön etwa ein Halbstundentakt ergibt. Es gibt folgende Zugläufe:

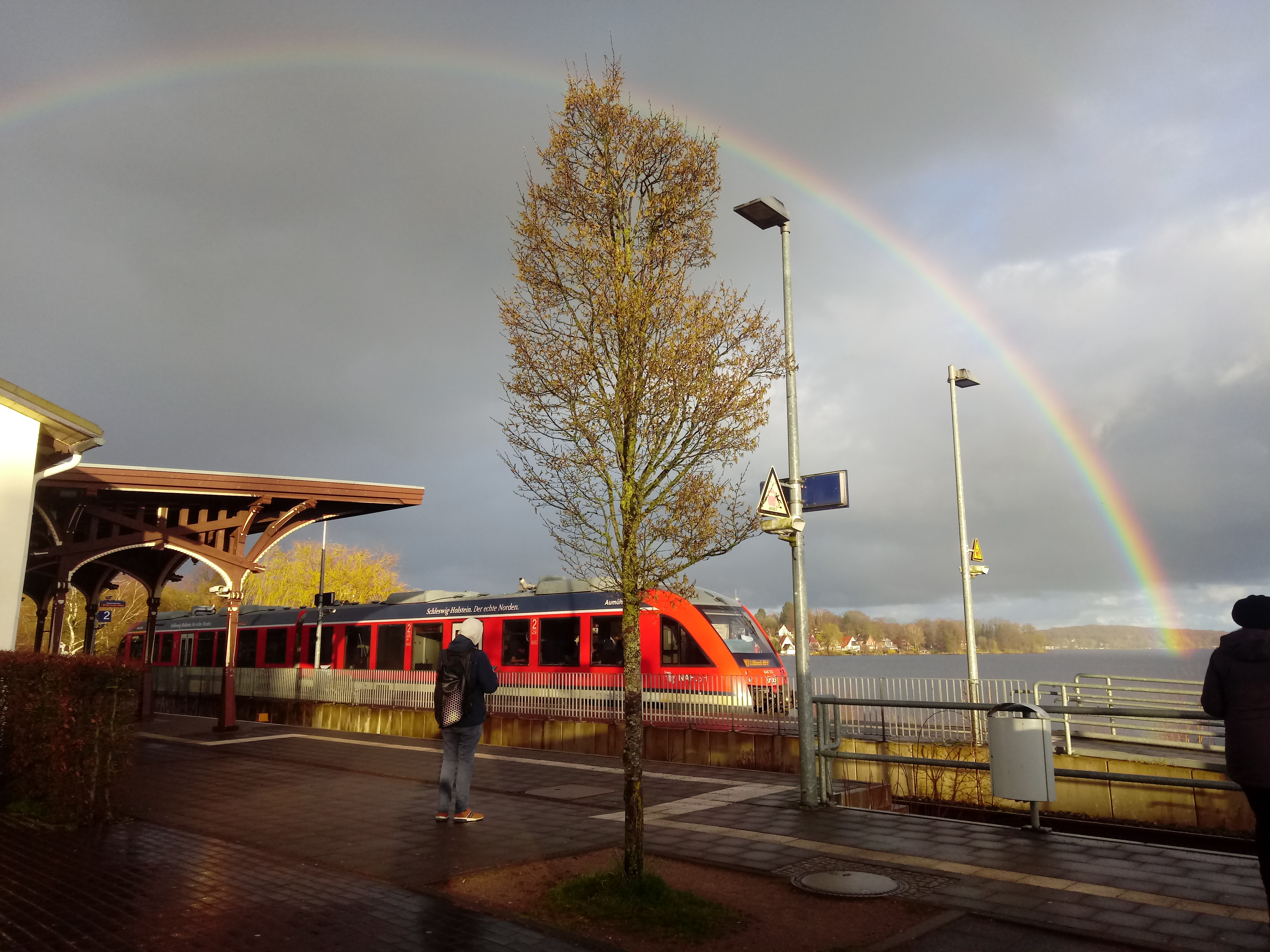
Regionalbahn der Linie RB84 im Plöner Bahnhof

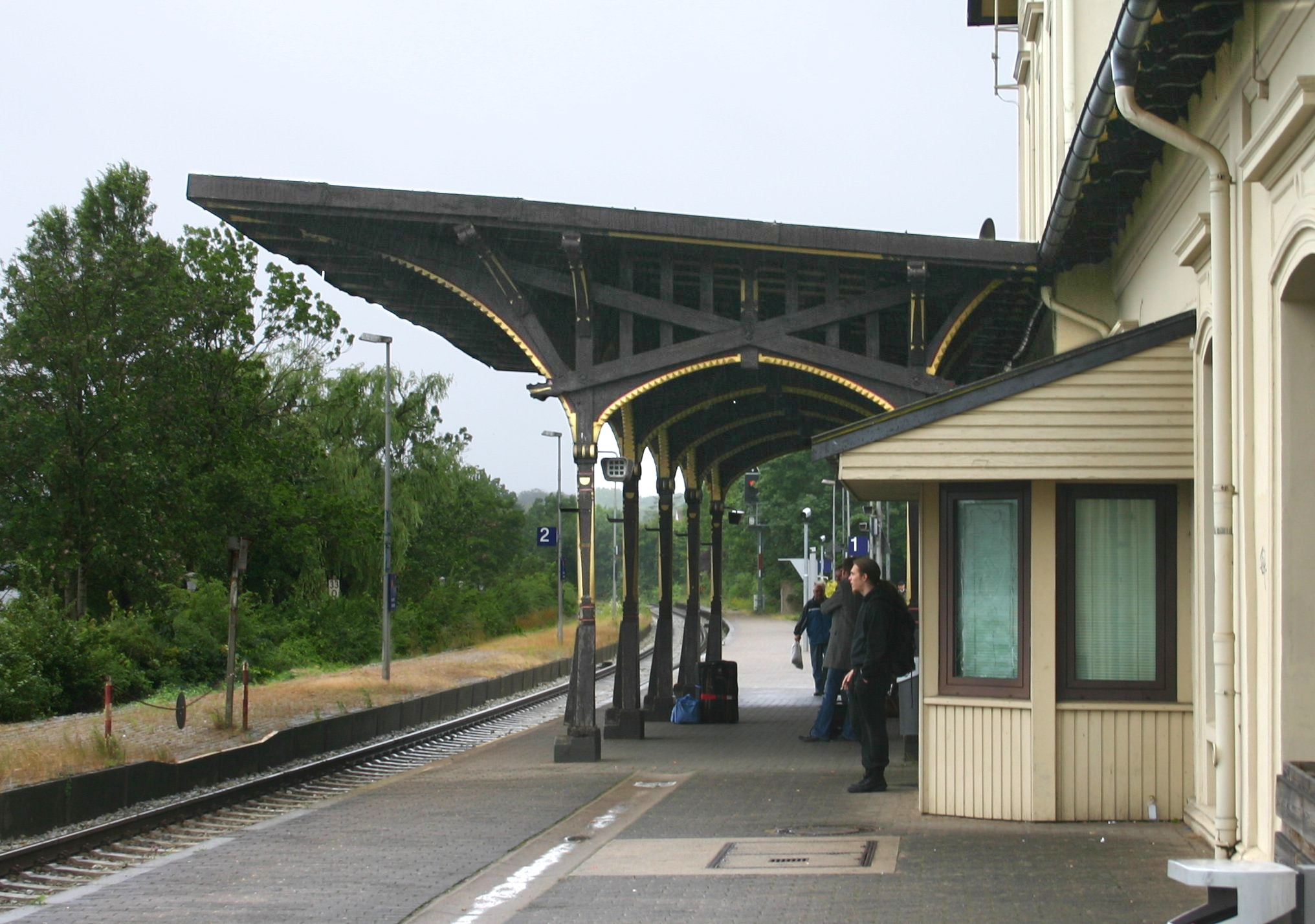
Ehemalige Überdachung des Prinzenbahnhofs am Bahnhof Plön

| Linie           | Zuglauf | Takt                                                                           | Kursbuchstrecke                      | Eisenbahnverkehrsunternehmen | Fahrzeugmaterial                            |
| --------------- | --- | ------------------------------------------------------------------------------ | ------------------------------------ | ---------------------------- | ------------------------------------------- |
| RE 83           | Kiel Hauptbahnhof – Schwentinental-Raisdorf – Preetz – Ascheberg (Holst) – Plön – Bad Malente-Gremsmühlen – Eutin – Bad Schwartau – Lübeck Hauptbahnhof – Lübeck-Hochschulstadtteil – Lübeck Flughafen – Ratzeburg – Mölln – Büchen – Lauenburg (Elbe) – Echem – Lüneburg | stündlich mit den RB 84 zum nährenden Halbstundentakt zwischen Kiel und Lübeck | 145: Kiel–Lübeck und Lübeck–Lüneburg | erixx Holstein GmbH          | Alstom Coradia LINT 41 / Stadler FLIRT Akku |
| RB 84           | Kiel Hauptbahnhof – Kiel-Elmschenhagen – Raisdorf – Preetz – Ascheberg – Plön – Bad Malente-Gremsmühlen – Eutin – Pönitz – Pansdorf – Bad Schwartau – Lübeck Hauptbahnhof                                                                                                 | stündlich mit den RE 83 zum nährenden Halbstundentakt zwischen Kiel und Lübeck | 145: Kiel–Lübeck                     | erixx Holstein GmbH          | Alstom Coradia LINT 41 / Stadler FLIRT Akku |
| Stand: Mai 2024 | |                                                                                |                                      |                              |                                             |

## Rezeption in fiktionalen Werken
Der Plöner Bahnhof war in den 1970er Jahren Kulisse für die Fernsehserie Kleinstadtbahnhof der ARD. Plön hat in der Serie den fiktiven Namen Lüttin.
Ebenfalls spielt der Bahnhof eine zentrale Rolle im Roman Der Bahnhof von Plön von Christopher Ecker.